# Costituzione della Repubblica Ceca
La Costituzione della Repubblica Ceca (in ceco Ústava České republiky) è la fonte più importante del diritto Ceco. È stata adottata ufficialmente il 16 dicembre 1992 e ha sostituito la vecchia costituzione della Cecoslovacchia, dopo la divisione di essa in Slovacchia e Repubblica Ceca, attraverso il cosiddetto Divorzio di velluto.
La Costituzione si occupa della sovranità statale, dell'integrità territoriale e definisce le istituzioni che governano lo Stato, mentre i diritti umani e civili sono definiti dalla Carta dei diritti e delle libertà fondamentali, un atto costituzionale importante quanto la costituzione.

## Composizione
Il documento è suddiviso in otto capitoli. Ogni capitolo si occupa di un argomento diverso. Il capitolo finale tratta una serie di argomenti "intermedi", che sono stati in gran parte risolti entro il 31 dicembre 1993 e attualmente valgono ben poco sul governo della Repubblica.